# Abu al-Qasim Muhammad ibn Abbad
Abū al-Qāsim Muḥammad ibn ʿAbbād (in arabo أبو القاسم محمد بن عباد‎?; Siviglia, 990 circa – Siviglia, 24 gennaio 1042) è stato un sovrano arabo, eponimo della dinastia degli Abbadidi che governò la Taifa di Siviglia in al-Andalus (Spagna islamica), regnando dal 1023 al 1042, anno della sua morte.

## Origine
Abu era figlio di Ismail ibn Abbad, appartenente alla famiglia araba degli Abbadidi, che secondo Ibn Khallikan's Biographical dictionary, 3 discendeva dai Lakhmidi, ultimi re di Al-Hira e, come riporta la The History Of The Mohammedan Dynasties In Spain Vol II, un suo avo, di nome Ittaf, originario di un paese nel deserto tra Siria ed Egitto, era giunto in al-Andalus, nel 741 e si era stabilito Tocina, nella zona di Siviglia. 

## Biografia
Abu al-Qasim Muhammad, come suo padre, Ismail ibn Abbad, fu un qāḍī (giudice) di Siviglia nei turbolenti anni della disgregazione del Califfato di Cordova, durante la fitna di al-Andalus, descritta dallo storico Rafael Altamira, e, secondo la Histoire des Musulmans d'Espagne, gli succedette nell'incarico alla sua morte, nel 1019. 

Divenne molto popolare fra la popolazione di Siviglia perché organizzò la resistenza contro i mercenari berberi che, approfittando della frammentazione del Califfato di Cordova, iniziarono a darsi al saccheggio, e,
nel 1023, dopo essere stato nominato governatore di Siviglia dal califfo Yaḥyā b. ʿAlī, secondo La web de las biografias appoggiò la popolazione di Siviglia che negò asilo al califfo, Al-Qasim al-Ma'mun; il fatto viene riportato anche dalla Histoire des Musulmans d'Espagne, e dalla Histoire des Almohades / d'Abd el- Wâh'id Merrâkechi, che riporta che Abu al-Qasim allontanò da Siviglia anche i figli di Al-Qasim al-Ma'mun, Muhammad e Hasan, che governavano la città.

Rifiutando di riconoscere califfi i successori di Yaḥyā b. ʿAlī, Abu al-Qasim proclamò l'indipendenza della regione di Siviglia, come riporta il Diccionario biográfico español, Real Academia de la Historia, governando con il titolo di ḥājib (ciambellano, Maestro di Palazzo), non assumendo il titolo di re.

Abu al-Qasim riconobbe come califfo un impostore che si fingeva Hisham II ibn al-Hakam, che molto probabilmente era morto nel 1013, ma esiste anche una versione che narra che riuscì a rifugiarsi in Palestina. 
Dopo il 1031, Abu al-Qasim armò un esercito al comando del suo primogenito, Ismail, che prima attaccò la taifa di Carmona, con successo e poi la taifa di Malaga, dove, abbandonato da parte delle sue trippe, trovò la morte ad Écija il 22 settembre 1039 e la sua testa fu consegnata all'emiro di Malaga.

Dopo la morte del primogenito, Abu al-Qasim continuò a governare la taifa con autorevolezza, continuando a riconoscere l'autorità degli Ommayyadi, come riporta il Muslim Spain and Portugal: A Political History of al-Andalus

Taifa di Siviglia, nel 1037

Morì nel 1042, il 23 gennaio o il 24 gennaio e gli succedette al trono il figlio secondogenito, Abbad II al-Mu'tadid, lasciando un regno che includeva Siviglia e parte dell'Alentejo, che, pur essendo ancora debole rispetto all'oramai decadente Califfato di Cordova, era più forte rispetto agli altri regni (Taʾifa) di al-Andalus e che divenne un nemico di prim'ordine dei governanti Berberi come gli Ziridi della Taifa di Granada e gli Aftasidi della Ta'ifa di Badajoz.

### Fonti primarie
- (FR)  Histoire des Almohades / d'Abd el- Wâh'id Merrâkechi
- (EN)  The History Of The Mohammedan Dynasties In Spain Vol II
- (EN)  Muslim Spain and Portugal: A Political History of al-Andalus
- (EN)  Ibn Khallikan's Biographical dictionary, 3
- (FR)  #ES Histoire des Musulmans d'Espagne, tome 4
- (LA)  (ES)  España sagrada. Theatro geographico-historico de la iglesia de España (2ª ed.) / . Tomo XXIII

### Letteratura storiografica
- Rafael Altamira, "Il califfato occidentale", in: «Storia del mondo medievale», Cambridge History of Middle Age, vol. II, 1999, pp. 477–515.]
- Rafael Altamira, La Spagna (1031-1248), in "Storia del mondo medievale", vol. V, 1999, pp. 865–896
- La recomquista
- «Abbad Ier», Pierre Larousse, Grand dictionnaire universel du XIXe siècle, vol 15.